# 農業に関する協定
農業に関する協定（のうぎょうにかんするきょうてい、Agreement on Agriculture、通称農業協定）は、 ウルグアイラウンドにおける農業分野の交渉の結果として、1995年に世界貿易機関を設立するマラケシュ協定（WTO設立協定）に包含した農業貿易に関する条約である。日本法においては、国会承認を経た「条約」であるWTO設立協定（日本国政府による法令番号は、平成6年条約第15号）の一部として扱われる。

## 概要
農業協定は、WTO協定の附属書1Aに属する一括受託協定である。
ウルグアイラウンドにおいては、東京ラウンドまでの交渉で包括的な合意がされなかった農業分野について包括的な合意が成立した。農業協定はこの合意内容を規定するものであり、各種例外的規定もあるため附属書1Aの他の協定に優先することになっている。
協定の主な内容は次のとおりである。
関税以外の全ての国境措置の関税化
輸入割当等の全ての国境措置をすべて廃止し関税に置き換える（関税化）。関税の水準は1986年から1988年（基準機関）までの国内価格と国際価格との実際の差を用いて透明性のある方法で決定される（附属書5の付録）
また基準期間における輸入実績又は輸入割当枠に基づいて設定する市場アクセス機会数量については、現行の関税率を維持し、輸入がほとんど行われていない品目（基本的に国内消費量の3％以下）の品目については、ミニマム・アクセス数量とし市場アクセス機会数量を設定することとされた。
更に関税化した税率は少なくとも5年後には15%削減すること、市場アクセス機会数量は一定の比率で増加させることとされた。
この関税化は、先送りも定められているが、この場合、95年の4％からその間、延期されている限り毎年0.8%ずつミニマム・アクセス拡大を行うこととされていて、日本、韓国、台湾及びフィリピンがこの規定により関税化を延期したが、日本は1999年、台湾は203年、韓国は2015年に関税化に変更した。
関税化した品目については特別セーフガードが適用される。特別セーフガードには数量ベースと価格ベースがある。数量ベースのものは、年度単位で算出される輸入数量が輸入実績、国内消費量等から算出される基準数量を超えた場合、その年度が終了する日まで関税を引き上げるものでする。価格ベースのものは輸入され物の価格が低い場合に当該輸入に対しより高い関税を適用するものである。一般のセーフガードと異なり発動のための調査手続きは不要で要件を満たせば自動的に適用となり、関税引き上げについての代償も不要である。
関税譲許
関税化対象品目を含め全ての農産品について関税を譲許する。
関税引下げ
2000年までに単純平均で36％（最低15％以上）削減（途上国は10年間、後発開発途上国（LDC）は削減なし）
国内支持
貿易歪曲効果の大きな国内支持に対する規律を強化するため国内支持を以下の3つに分類した。
- A　市場価格支持等（イエロー）　削減の対象とし、総額を2001年までに20％削減
- B　農村基盤整備、備蓄等（グリーン）・（貿易に対する歪曲効果又は生産に対する影響が全くないか又は最小限なものとして削減の対象外とし、相殺関税の対象にもしない。
- C　生産調整等（ブルー）削減義務はないが、相殺関税の対象となりうる。

農業分野では鉱工業品分野のように禁止される補助金（レッド）のカテゴリーは設けられなかった。
輸出補助金
輸出補助金の削減を行うことされた。
継続交渉
実施期間の終わる 1 年前（2000年中）に、改革のプロセスの継続等のための交渉を開始することされた。
交渉は現在も継続しているが合意にいったのは2013年の第9回WTO閣僚会議（バリ）で行われたバリ・パッケージとして行われた次のものだけである。
- A　途上国の食料安全保障目的の公的備蓄への国内支持に関する暫定措置等
- B　関税割当運用にかかる透明性向上、消化率の低い品目の運用改善
- C　輸出補助金の最大限の抑制等